# Diplodonta rotundata
Diplodonta rotundata är en musselart. Diplodonta rotundata ingår i släktet Diplodonta och familjen Ungulinidae.

## Underarter
Arten delas in i följande underarter:
- D. r. rotundata
- D. r. eddystonia

## Bildgalleri

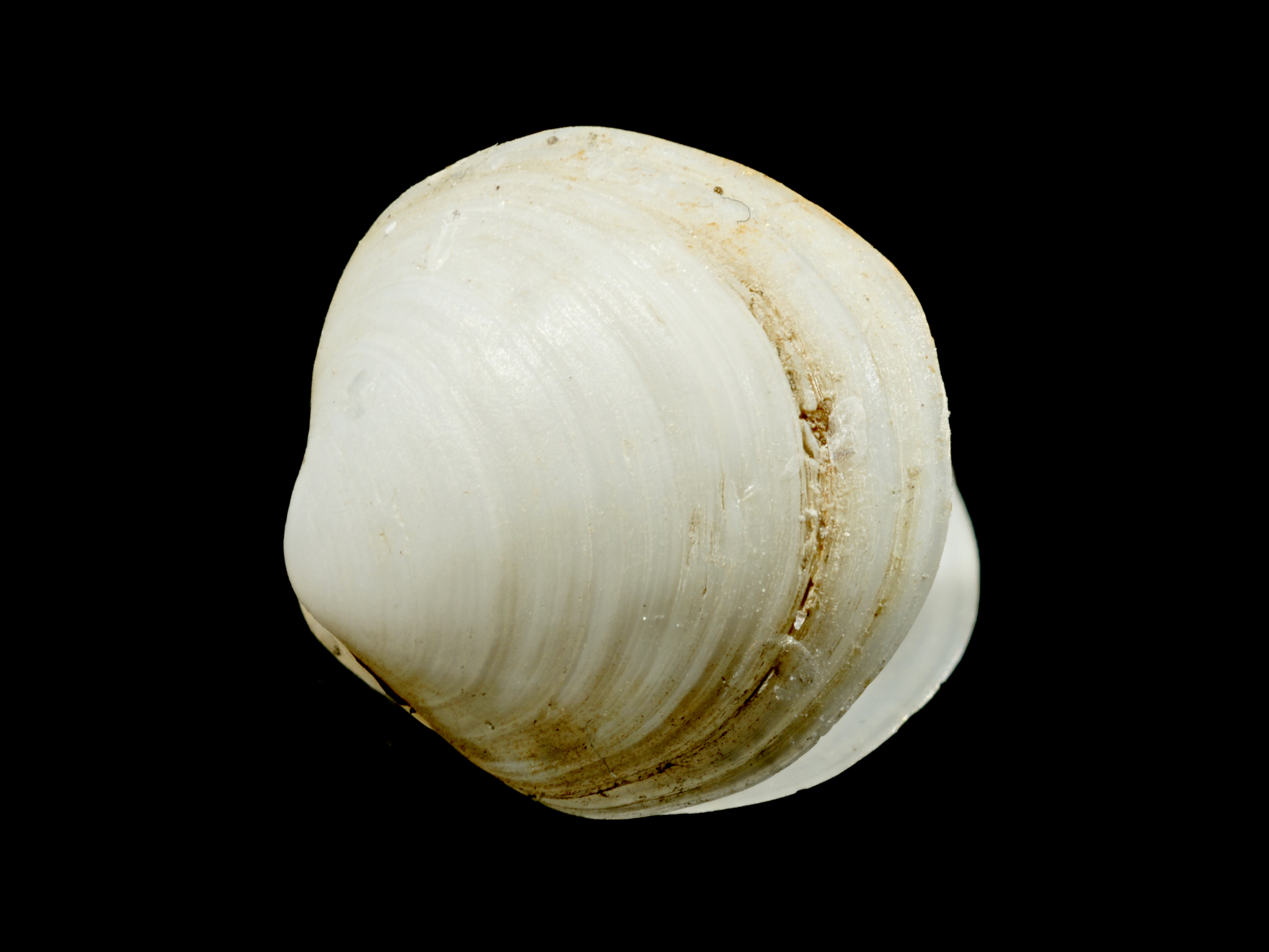
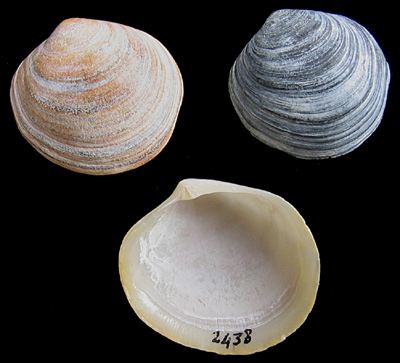
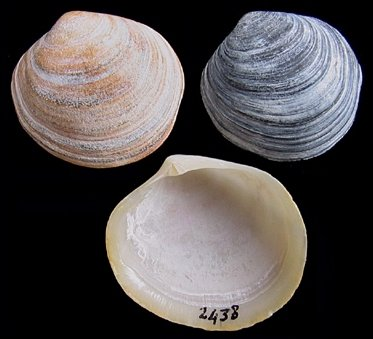